# Dajt (plaats)
Dajt is een plaats en voormalige gemeente in de stad (bashkia) Tirana in de prefectuur Tirana in Albanië. Sinds de gemeentelijke herindeling van 2015 doet Dajt dienst als deelgemeente en is het een bestuurseenheid zonder verdere bestuurlijke bevoegdheden. De plaats telde bij de census van 2011 20.139 inwoners.

## Bevolking
In de volkstelling van 2011 telde de (voormalige) gemeente Dajt 20.139 inwoners, een verdubbeling ten opzichte van 8.635 inwoners op 1 april 2001.

### Religie
In de volkstelling van 2011 identificeerde 78,35% van de bevolking zich met een van de vier belangrijkste denominaties van Albanië. Van de religieuze bevolking was 67% soennitisch moslim, 6% katholiek, 2% orthodox en 3% bektashi.
| Plaats | Bevolking (2011) | Islam (%)       | Katholiek (%) | Orthodox (%) | Bektashisme (%) |
| ------ | ---------------- | --------------- | ------------- | ------------ | --------------- |
| Dajt   | 20.139           | 13.507 (67,07%) | 1.170 (5,81%) | 443 (2,20%)  | 659 (3,27%)     |